# 华盛顿邮报
《華盛頓郵報》（英語：The Washington Post，簡稱《華郵》）是美国华盛顿哥伦比亚特区大都会区最具影响力與發行量大的報紙之一，在美国全国受众亦较广。华盛顿特区、马里兰州及弗吉尼亚州还发行该报的大报版。邮报總部位於華府K街富兰克林广场。
截止2020年，《华盛顿邮报》共獲得69座普利策奖，仅次于《纽约时报》的130座，其中《华盛顿邮报》于2008年获得独立的6项普利策奖，亦仅次于《纽约时报》在2002年创下的一份报纸获得独立的7项普利策奖的记录。1970年代初期邮报记者领导了美国媒体对水门事件丑闻的调查性报道，主要导致了尼克松总统的辞职，邮报因此名声大振。《華盛頓郵報》擅長報導美國國內政治動態，自由派和保守派的均有在華盛頓郵報撰寫專欄。《華盛頓郵報》網站為美國流量最大新聞網站之一。2013年10月，《华盛顿邮报》以2.5亿美元现金的价格被杰夫·贝索斯所拥有的控股公司Nash Holdings买下。

## 發行量

### 數位發行
《華盛頓郵報》網站的訪問數從2013年8月的2600萬人次成長到2015年11月的7200萬，2016年訪問數更達到1億人次，美國境外訪問達3000萬次，為美國流量最大新聞網站之一。

### 傳統紙媒
根據纽约时报在2013年8月6日的一篇报道中的阐述：截至今年3月，该报的日发行量降至47.4767万份，是繼《洛杉磯時報》、《紐約時報》、《華爾街日報》和《今日美國》列第五名。

## 歷史

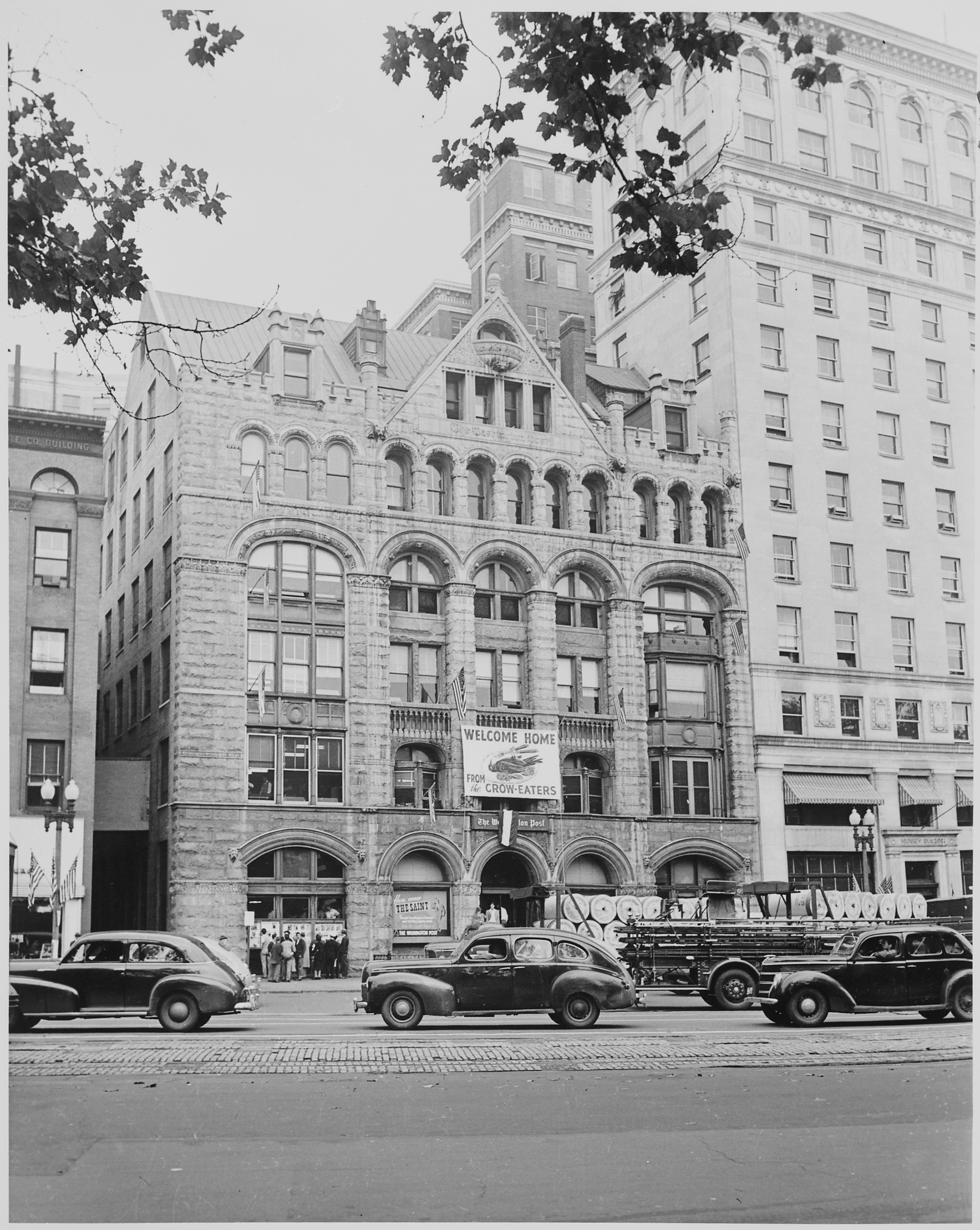
1948年的《華盛頓郵報》大樓

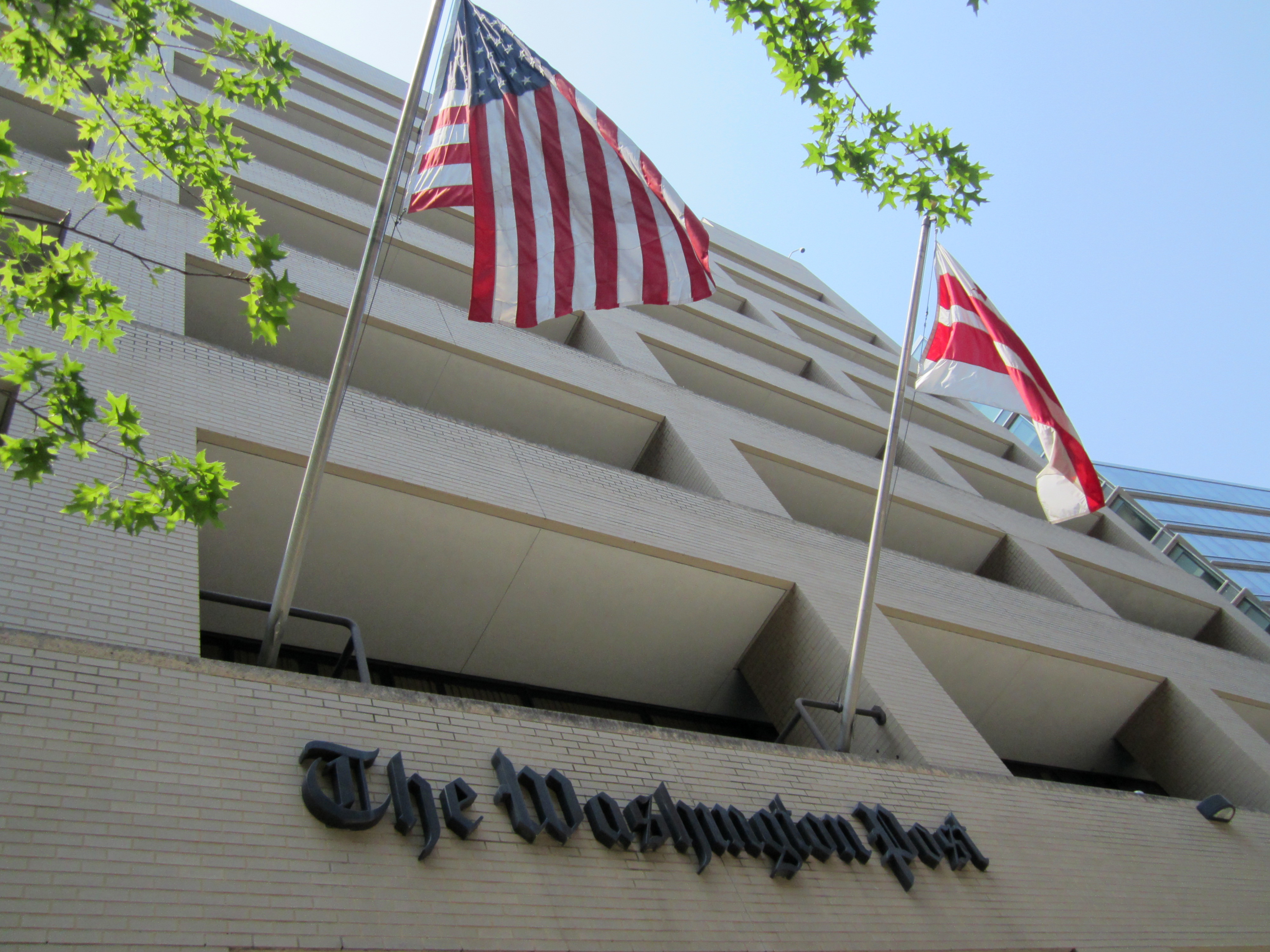
2015年前的《華盛頓郵報》總部大樓

1877年，斯蒂爾森·哈欽斯創辦了《華盛頓郵報》；1880年，該報成為華盛頓特區首家每日出版的報紙。
1905年，《辛辛那提探詢者報》的擁有者John Roll McLean購買了《華盛頓郵報》的多數權。1933年，由於經營不善，《華盛頓郵報》幾乎倒閉、被拍賣，《華盛頓郵報》的買主尤金·I·迈耶及其女婿菲利普·格雷厄姆重新建立了該報的信譽和經濟狀態。1954年，《華盛頓郵報》購買了它在華盛頓特區的主要競爭者，成為華盛頓特區的唯一日報。
1971年，《華盛頓郵報》與《紐約時報》披露五角大樓秘密文件，指控美國政府在越戰問題說謊。
1972年，《華盛頓郵報》兩名記者揭露水門事件，經調查及指證，最終迫使美國總統理查德·尼克松辭職。
1981年，《華盛頓郵報》爆發造假醜聞而被迫歸還普利策獎，《華盛頓郵報》的另一個主要競爭者《華盛頓星報》關閉。
1984年12月19日，《華盛頓郵報》報導，美國發現號太空梭於1985年1月23日的任務中，在蘇聯上空軌道發射一枚可以攔截無線電、電話及人造衛星通訊的偵察衛星；由於美國空軍已於同月17日宣布這次任務將列為極機密，這篇報導刊登後，美國國防部長卡斯珀·威拉德·温伯格抨擊：「新聞界不負責任，莫過於此。」同月22日，美國副總統布希在接受華盛頓特區WBC電視台訪問時被訪問者問到，無論《華盛頓郵報》是否刊登這篇報導，蘇聯可能已經知道美國偵察衛星的事；布希說：「我真希望那件事沒有被刊出，因為：該報導不僅不確實，而且它透露了一些極為敏感的情報。......我敢絕對確定，他們（蘇俄）已從這項透露中得利，並可能從其後的洩露中得利，因為：事情一旦洩露，每個人都會設法多知道一些。」
2004年，《華盛頓郵報》獲得普利策獎18個獎項。
2008年，《华盛顿邮报》独揽普利策獎14个奖项中的6项大奖，成为该届普利策獎最大赢家。
2009年，《华盛顿邮报》出版人凱瑟琳·韋茅斯被揭發涉嫌藉政治人物晚宴牟利，重挫該報公信力。
在2007年到2013年期间，《华盛顿邮报》的收入在数字化浪潮的冲击下连续7年递减。华邮在2011年收入6.225亿美元、亏损2120万美元，在2012年收入收入5.817亿美元，亏损5370万美元。执掌《华盛顿邮报》将近一个世纪的格雷厄姆家族不得不断臂求生，从公司业务中剔除《华盛顿邮报》以减少损失。
2013年8月5日，華盛頓郵報公司宣布用2.5億美元出售《華盛頓郵報》及其資產給亞馬遜公司創始人及首席执行官杰弗里·贝索斯。
2015年，郵報總部搬遷至富兰克林广场。在贝索斯的财政支持下，《华盛顿邮报》迎来了增长和盈利。在内容纬度和网页、数字端体验的全方位优化下，《华盛顿邮报》网页在短短两年内反超《纽约时报》，在2015年获得超过6000万的UV。
在2015年到2018年间《华盛顿邮报》三年获得世界领先的商业媒体Fast Company评选的“最富革新精神的公司”称号。
从2016年到2021年连续6年盈利。此外，通过数字化转型，《华盛顿邮报》由区域性媒体扩大为全国性媒体。
2019年9月，《华盛顿邮报》停發旗下16年的免費報《快報》。此次決定導致16名記者被裁員。
2021年後，美联社称， 在美国前总统特朗普执政期间大受欢迎，自美国前总统特朗普这位“新闻风云人物”卸任后，《华盛顿邮报》的数字订阅用户数量下降了15%以上。截止到2023年11月为250万，经历了多轮裁员，預計虧損一億美元。
2023年11月，《华盛顿邮报》為扭轉困局，任命《华尔街日报》前高管威尔·刘易斯担任其新的首席执行官（CEO）兼发行人。

## 政治立場
《华盛顿邮报》被保守派人士認為偏向自由主義，該報則對外宣稱並無政治立場的取向。然而，該報的編輯委員會在聯邦、州和地方選舉中公布的表態多數支持民主黨候選人，但亦曾支持共和黨候選人。在總統選舉方面，該報自1976年開始表態以來均支持民主黨，僅在1988年總統選舉和2024年總統選舉沒有支持任何一黨候選人；2024年其立場導致30萬訂戶退訂並引發爭議。目前自由派（左派）和保守派（右派）的知識分子和專欄作家均有在該報撰寫專欄。
2017年2月，随着美国总统特朗普对于媒体对他竞选活动和任期前期的报道以及被他认定为负面报道的记者做出一系列批评引起美国媒体的担忧，邮报采用了新的口号“民主死于黑暗”（英語："Democracy Dies in Darkness"）。2018年7月，川普批評《華盛頓郵報》是「亞馬遜的宣傳機器」。
2021年3月19日，保守派聯邦法官勞倫斯·西爾伯曼在一個案件的不同意見書中指責《紐約時報》和《華盛頓郵報》是「民主黨大報」、主要被用作民主黨的喉舌，並補述《華爾街日報》的新聞版面也有相同傾向。勞倫斯進一步指出，這三家報紙被美聯社和全美國多數大報所效仿。勞倫斯認為，美國媒體總體而言是由令人震驚的對共和黨的偏見所主導。

## 出版服務
《華盛頓郵報》成立了資訊技術部門Arc XP，並替洛杉磯時報、芝加哥論壇報等新聞機構建立數位出版服務。

## 相關事件

### 捏造報導
華盛頓郵報曾出現數次捏造報導的事件。
1980年9月，華盛頓郵報的頭版刊登了一篇名為“吉米的世界”的周日專題報導，記者珍妮特·庫克（Janet Cooke）撰寫了一篇關於一名8歲海洛因成癮者生活的報導，儘管當時郵報內部已經有一些人懷疑這個故事的真實性，但該報的編輯依舊決定發出；1981年4月13日，該報導獲得普利策專題寫作獎，但隨後發現這個故事完全是捏造的，因而退回了普利策獎。

### 被中華人民共和國列入外国使团
2020年3月18日，中华人民共和国外交部宣布，针对美方将5家中国媒体驻美机构列为“外国使团”，中方对等要求美国之音、《纽约时报》、《华尔街日报》、《华盛顿邮报》、《时代周刊》等5家美国媒体驻华分社向中方申报在中国境内所有工作人员、财务、经营、所拥有不动产訊息等书面資料。中华人民共和国外交部亦要求《纽约时报》、《华尔街日报》、《华盛顿邮报》年底前记者证到期的美籍记者从即日起4天内向外交部新闻司申报名单，并于10天内交还记者证，今后不得在中华人民共和国，包括香港、澳门特别行政区继续从事记者工作。

### 選舉立場爭議
2024年10月25日，继《洛杉矶时报》之后，《華盛頓郵報》發表聲明稱不會在2024年美國總統選舉中支持任何一位總統候選人，是該報自1988年來首次放棄在美國大選中「站隊」民主黨。有消息透露，該報社評版員工本來已寫好支持民主黨總統候選人賀錦麗文章的草稿，但出於最大股東杰夫·贝索斯的壓力而被撤稿。《華盛頓郵報》工會發表聲明反對該決定，該報前編輯马丁·巴伦批評此舉「懦弱」、「犧牲民主」，頭號反對前總統唐納·川普的共和黨人利茲·切尼率先宣佈退訂《華盛頓郵報》。此決定引發部分編輯和工作人員請辭，以及接近30萬人讀者退訂，佔訂閱者總數的10%。主导邮报转向的貝索斯因此遭到批评。
作為回應，貝索斯在《华盛顿邮报》撰文，稱民調顯示公眾對媒體信任度越來越低，認為表態支持候選人只會造成偏見，終止為白宮候選人背書的做法是一個原則性的決定。他承認這次決定是計劃不周，但強調並非故意的策略，並沒有任何交換條件或諮詢過任何候選人，並表示他對25日旗下蓝色起源行政總裁戴夫·林普與川普的會面毫不知情。

## 外部連結
- 官方网站
- 《华盛顿邮报》公司史 （页面存档备份，存于）
- Telegram上的《华盛顿邮报》频道 （页面存档备份，存于）
- "War Reporters – Imperial Life in the Emerald City"，存档于（存檔日期 January 2, 2007）